# 旭屋
旭屋（あさひや）は、兵庫県高砂市伊保港町1丁目に本拠を置く神戸牛を扱う1926（大正15）年創業の老舗企業。正式名称は「名産神戸肉旭屋」。神戸牛を中心に神戸牛を使用した加工食品、惣菜なども扱う。2015年3月1日に神戸北野の「北野工房のまち」に新たに神戸北野 旭屋精肉店を出店している。

## 概要

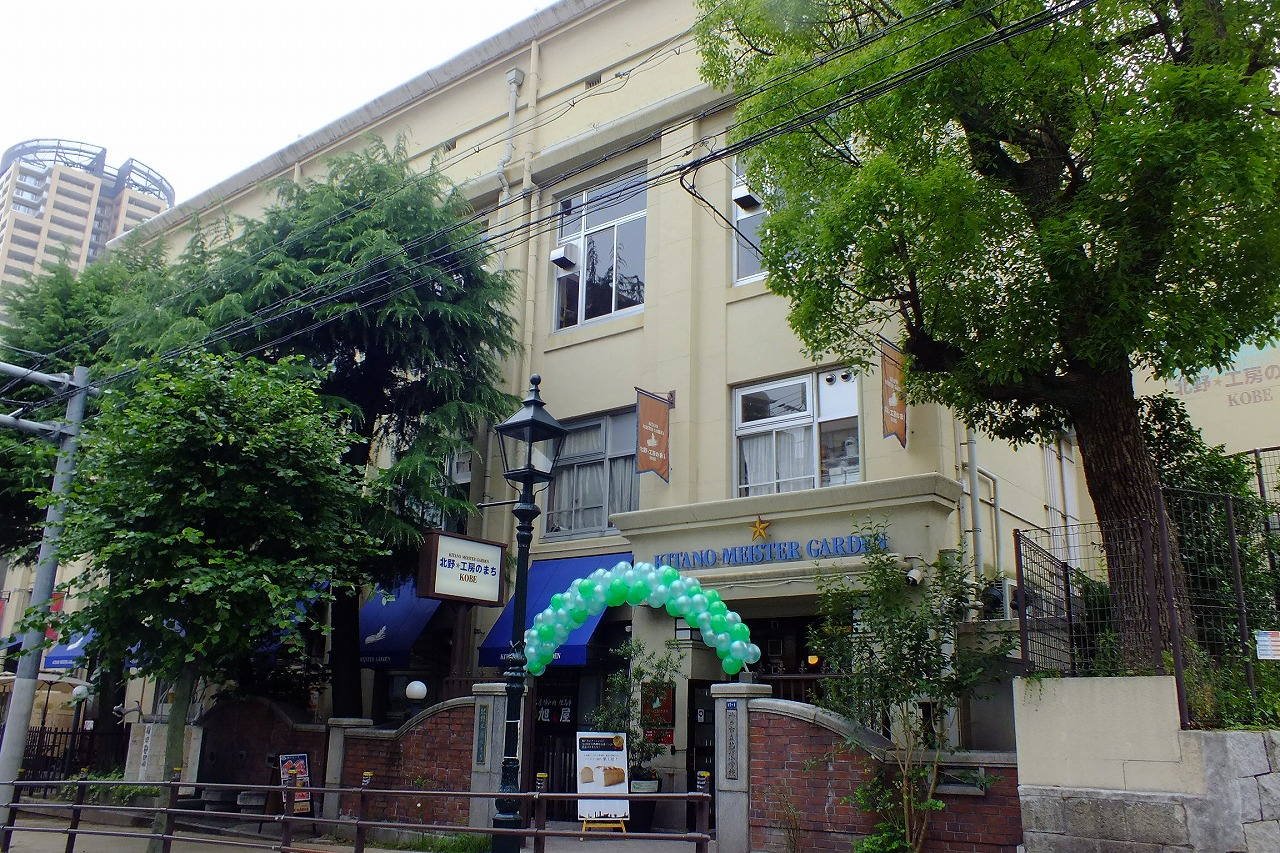
北野工房のまちには2015年3月1日より出店。

老舗の神戸牛専門店。経営者自らが使用する牛を選択。「神戸肉共励会」チャンピオン牛をはじめとする牛を競売で落札し、精肉し直販する。運営店舗として「ミート＆デリカ 旭屋」を高砂に置き通信販売にも注力しショッピングサイトを運営する。鮮度と品質の保持には、売上の予測のできない店舗販売よりも通信販売による予約制を採用することで客のニーズに細やかに対応し、食の安全や品質にこだわる近年の消費者の風潮に対応している新しいビジネスモデルとして注目された。2014年には、社長の新田滋が神戸ビーフ発展に寄与した功績で、兵庫県知事賞を受賞。

## 取扱商品
兵庫県物産協会の主催する「五つ星ひょうご」の第1回で、神戸牛と有機野菜を使用した「極みコロッケ」「高砂コロッケ」が選定されたが、注文してから手元に届くまで110ヶ月を要する。販売商品が「神戸セレクション」のモニター投票で4年連続1位を獲得。また、2015年1月27日の「神戸セレクション．8　最終審査会」では「つるし熟成神戸牛‐開港」が第4位（食品部門では1位）に選ばれた。

### ビーフ
- 神戸牛（黒田庄産）[6]
- 「熟成肉」は、ドライエイジング（乾燥熟成肉）という製法をとらず骨付きの状態のままに、冷蔵庫内で吊るし熟成させる「枝肉つるし熟成」という手法を採用[5][7]。

### 惣菜
- 極みコロッケ - 神戸牛のロース肉と地元兵庫県の有機栽培のジャガイモ（レッドアンデスとゴールデン男爵を使用）、玉ねぎを使用し、ジャガイモは、甘さを出すために専用の冷蔵庫で2ヶ月間追熟。手間がかかるため店舗での販売は行わずに、通信販売だけによる予約制で、注文から手元に届くまで110ヶ月（2015年現在）を要するという[7][11]商品。このほか肩肉を使用した「プレミアムコロッケ」とすじ肉を使用した普通のコロッケなどが主力商品[3][12][13][14]。

- ハンバーグ - 淡路産の玉ねぎと神戸牛を使用した商品[15]。

- 神戸牛ローストビーフ - 神戸牛の赤身をイタリア産オリーブオイルを使用し低温で焼き上げた商品。客への調査による神戸セレクション4年連続第1位受賞。神戸セレクション.7認定商品[16]。
- 神戸ポーク焼豚 - 雌ブタ格付け5ランク以上のみ使用。ブタの餌にパンとトウモロコシのブレンドを使ったり、飲み水はミネラルウォーターを使用している[17]。

### 加工食品・調味料
- パハール岩塩、焼き肉用たれなど。
- 神戸牛カレー、ビーフシチューなど。
- 牛丼 - 神戸牛と淡路産玉ねぎ、地元醤油使用した商品[1]。

## 主要取引先（契約牧場・農場）
川岸牧場
旭屋が使用する神戸牛（但馬牛）を飼育する牧場。飼料には動物性のものを一切使用しない。また牛にクラシック音楽を聴かせている。通常、但馬牛のうち神戸牛と名乗れるようになるものは50%位だが、川岸牧場では飼料、日当たり、水管理などの徹底で、75%にまで引き上げた。また、旭屋で使用されるジャガイモは川岸牧場で飼育される牛の牛糞をすき込んだ土壌で生産される。
冨田農場
西脇市の冨田農場では、土壌に川岸牧場の牛糞を使い最低限の農薬使用で山田錦の生産に成功した。また、同じ土壌でレッドアンデスを生産し、旭屋へ納入する。また冨田農場で生産された山田錦の米ぬかは川岸牧場が引き取り、牛の飼料としているなど3社間でのリサイクルの取り組みが行われている。

## 加盟団体
- オンラインショップマスターズクラブ（OSMC）関西実践会

## 所在地
本店 ミート＆デリカ 旭屋
- 兵庫県高砂市伊保港町1-8-13[1]

神戸北野 旭屋精肉店（2015年3年月1日オープン）
- 兵庫県神戸市中央区山本通2丁目2-13　ルーチェ北野坂1階